# The Lost Temple
The Lost Temple is een belevingstunnel en walkthrough opgesteld in het themagebied Hollywood Street Set in het Duitse attractiepark Movie Park.
In de attractie worden bezoekers meegenomen in de wereld van de beroemde archeoloog Jeffrey Carter die onder een diepte van 700 meter archeologische vondsten heeft ontdekt. Daar kunnen de nog levende dinosaurussen het ongenodigde bezoek van de mensen niet appreciëren.
De wachtrij is ingericht als walkthrough, bestaand uit een voorshow, ingericht als lift, en meerdere volledig gethematiseerd ruimtes.  Bezoekers rijden als het ware met twee simulators, ingericht als expeditiebussen, een immersive tunnel in met rondom een 360°-scherm van 23 meter hoog waar beelden op geprojecteerd worden. De bussen staan op een hydraulisch onderstel en de bezoekers krijgen allen een 3D-bril zodat ze het verhaal nog realistischer kunnen beleven.
Lijst van attracties in Movie Park Germany · Police Academy Stunt Show · afbeeldingen
Huidige attracties: Avatar Air Glider ·
Backyardigans Mission to Mars · The Bandit · Bermuda Triangle - Alien Encounter · Crazy Surfer · Dora's Big River Adventure · Fairy World Spin ·
Ghost Chasers · Jimmy Neutron's Atomic Flyer · MP Xpress · Excalibur - Secrets of the Dark Forest · NYC Transformer · Roxy · Side Kick · SpongeBob Splash Bash · Star Trek: Operation Enterprise · The High Fall · The Lost Temple · Time Riders · Van Helsing's Factory
Voormalige attracties: Batman Adventure · Cop Car Chase · Danny Phantom Ghost Zone · Gremlins Invasion · Ice Age Adventure · Josie's Bath House · Looney Tunes Adventure · Studio Tour · Unendliche Geschichte · Mystery River
Themagebieden: Federation Plaza · Hollywood Street Set · Nickland · Santa Monica Pier · Streets of New York · The Old West